# Un altro mondo è possibile
Un altro mondo è possibile è un documentario collettivo del 2001.
Il film descrive le giornate della preparazione e della contestazione al G8 di Genova.